# Corethrella incompta
Corethrella incompta är en tvåvingeart som beskrevs av Art Borkent 2008. Corethrella incompta ingår i släktet Corethrella och familjen Corethrellidae. Inga underarter finns listade i Catalogue of Life.